# Diamond Head
Diamond Head es una banda inglesa de heavy metal fundada en Stourbridge, Inglaterra en el año 1976. Se convirtieron en una de las formaciones más destacadas de la NWOBHM, junto con grupos como Iron Maiden, Def Leppard, Venom o Saxon.

## Historia

### Primeros años
Brian Tatler (guitarrista) y Duncan Scott (batería) comenzaron su proyecto musical en Stourbridge, Inglaterra, en 1976. Brian tenía un póster de un álbum de Phil Manzanera llamado Diamond Head, y pensó que sería un buen nombre para su banda. Para materializar su proyecto, necesitaban un cantante y un bajista, que serían Sean Harris y Colin Kimberley, respectivamente.
Su primer trabajo, en 1978, consistió en un demo que el grupo realizó en un estudio y envió al productor Geoff Barton, que, impresionado por la música, concertó una entrevista con la banda. A principios del año 1980, la banda formó "Diamond Head Music", medio que sirvió para financiar su propio material musical, y llegó la producción de su primer sencillo "Shoot Out The Lights"/ (cara B "Helpless"). Acto seguido lanzaron su primer álbum, Lightning to the Nations. El álbum contenía 7 temas, incluyendo los clásicos "Am I Evil?", "The Prince" y "Sucking My Love". El siguiente sencillo de la banda se llamó "Sweet and Innocent", con temas que ya aparecían en Lightning to the Nations, y que incluía un nuevo título en la cara reversa: "Streets of Gold". A continuación publicaron The Diamond Lights 12, un EP con temas ya conocidos como "It's Electric" y otros tres nuevos, "We Won't Be Back", "The Diamond Light" y "I Don't Got".

### Décadas de 1980 a 2000
Después, en 1981, la banda firmó con el sello MCA, bajo auspicios se lanzó el EP Four Cuts que contenía temas como "Call Me", "Trick or Treat", "Dead Reckoning" y una nueva versión de "Shoot Out The Lights". Más tarde llega un nuevo sencillo, "In The Heat of The Night", poco antes de ser publicado su segundo álbum, Borrowed Time. Para promover su nuevo álbum, que vio la luz a finales de septiembre de 1982, la banda realizó una gira por Birmingham, Mánchester y Londres entre octubre y noviembre.
1983 es un año de gran actividad y cambios para el grupo. No sólo abrió el Monsters of Rock festival en el verano de 1983, sino que coronó una gira europea junto a Black Sabbath en septiembre. Poco tiempo después, el teclista Josh Phillips-Gorse era incluido en la banda. En octubre de ese año los Diamond realizaban otra gira en Odeon para promover su tercer LP, Canterbury, durante la grabación del cual Duncan Scott y Colin Kimberley abandonaron la formación. Colin Kimberley fue sustituido al bajo por Merv Goldsworthy, que más adelante formó parte de FM. Y Robbie France reemplazó al miembro fundador Duncan Scott en la batería. Tal vez fue debido a estos cambios y a que los fanes esperaban una línea similar a la de Borrowed Time y Canterbury que no obtuvo tanto éxito.
Los Diamond preparaban su cuarto álbum, Flight East en 1984, cuando el sello MCA cayó en quiebra. En consecuencia, la banda no pudo editar su trabajo y entró en un período de crisis. Y si bien los integrantes originales se reunieron y cantaron con Metallica "Helpless" y "Am I Evil?" en Birmingham, Duncan Scott y Colin Kimberley volvieron a abandonar.
En 1991 Brian Tatler y Sean Harris decidieron seguir con la banda e incorporaron al baterista Karl Wilcox y al bajista Eddie "Chaos" Moohan. Con esta nueva formación, el grupo entró en el estudio para grabar un EP titulado Rising Up, que contenía material desechado de 1978, como "Wild On The Streets". En 1992 editaban el álbum en directo The Friday Night Rock Show Sesions/ Live at Reading.
Después de dos giras más, Eddie "Chaos" Moohan fue sustituido por Pete Vukovic para grabar el álbum Death and Progress (1993), en el que colaboraron Dave Mustaine, de Megadeth, y Tony Iommi, de Black Sabbath. Se vendieron más de 50 000 copias.
En 1994, Diamond Head publicó un nuevo álbum en directo, titulado Evil Live y acto seguido desapareció de escena durante un período de seis años.

### La etapa Borrowed Time
El éxito del álbum Borrowed Time dio lugar a un contrato de grabación con MCA Records en 1981 , y se apresuran lanzó el Four Cuts EP , que contenía las primeras canciones era como Call Me y Dead Reckoning. Su nuevo estatus que les brinda un espacio en el proyecto de ley festival de Reading en 1982, aunque los reemplazos tan tarde y que no se anuncia para Manowar. Su impresionante conjunto fue grabado por la BBC y posteriormente puesto en libertad en 1992 por los registros de las frutas frescas como Friday Rock Show Sessions.
El primer álbum de MCA, Borrowed Time incluyó una lujosa Rodney Matthews —ilustrada manga gatefold basado en el álbum de Elric tema y fue el manga más caro por encargo de la MCA en el momento—. La inversión valió la pena, ya que fue recibido con entusiasmo y subió al # 24 en las listas de álbumes del Reino Unido, lo que permite la banda para realizar una escala en la gira británica de grandes recintos como London 's Hammersmith Odeon.
Para apoyar el tercer sencillo del Diamond Head álbum "En el calor de la noche", respaldado con versiones en vivo del juego en voz alta y dulce e inocente registrado en el club Zig-Zag, y una entrevista con el DJ Tommy Vance (aunque este último no fue disponible en el 12").
Diamond Head intentó un sonido más experimental de seguimiento de Borrowed Time, tentativamente titulado Making Music, que más tarde se convirtió en Canterbury en 1983.
El éxito de este álbum se estancó en los primeros 20 000 ejemplares de vinilo sufrió problemas de presión, haciendo que el LP para saltar.
Muchos aficionados no le gustaba la dirección progresista, esperando una repetición de los días contados. El álbum no cuentan con Duncan Scott y Kimberly Colin, que se retiraron después de la presión de MCA. Tatler explicó que Kimberly encontró la banda mucho trabajo duro y Scott no parecía estar tirando de su peso en la banda. Mervyn Goldsworthy, antes de Samson , y Robbie France , más tarde, un miembro fundador de Skunk Anansie , se produjo en el bajo y batería respectivamente. También se presentó a la banda era el teclista Josh Phillips-Gorse (ex Procol Harum ). Imágenes en vivo del show en vivo este hasta la línea de la Universidad de Leicester el 12 de febrero de 1984 fue lanzado oficialmente el VHS a través del club de fanes de Diamond Head.
Diamond Head abrió el 1983 Monsters of Rock Festival en Donington, y con el apoyo Black Sabbath en su gira 'Born Again' de Europa. Después de conseguir cayó por MCA en enero de 1984 Diamond Head empezó a trabajar en su cuarto álbum de estudio, titulado Vuelo Oriente. Aunque nunca se publicó, cinco canciones (Be Good, A New Messiah, Someone Waiting, Today and Back In The Powerage) surgió en el contrabando y la muestra a la banda un cambio total de dirección con el retiro de todos los solos de guitarra y firma característica pesados riffs dinámicos. El cambio en la dirección musical de la banda fue con el dúo de aburrirse jugando Heavy metal y sintió que era hora de cambiar. Otro de los cambios que la banda hizo en el momento de Brian conmutación de su Flying V a una Gibson Les Paul , diciendo que "creo que la Les Paul es mejor, la V es más de una guitarra eléctrica. En un momento que era sólo yo y Schenker con ellos, ahora el tipo de Saxon's tiene una y todas las bandas de metal de Europa, como aceptar las tienen". Harris letras también había tomado una ruta religiosa, al igual que una de las nuevas canciones de un nuevo mesías. (Los piratas también contiene dos primeros demos de Shoot Out The Lights y Gold and well y pistas así como tres de la Banda Dirty Box, un intento de becarios gerente de explotar el material no utilizado).
Después de poco interés de ningún sello discográfico para recoger el proyecto, Tatler y Harris decidió retirarse de la banda y se separan por primera vez en 1985.

### Desde el 2000
En su regreso a finales del 2000, Brian Tatler y Sean Harris comenzaron a trabajar para un nuevo proyecto, en colaboración con un nuevo guitarrista, Floyd Brennan. El trío editó un EP de cuatro temas, y luego realizó un concierto en el Rock Shield Festival en Burton, Trent. Las demostraciones de Diamond Head habían atraído otra vez el interés del público por la banda, que se entregó entonces a componer de forma motivada sus nuevos temas.
A principios del 2002, recibieron una oferta del New Jersey Metal Meltdown IV, demasiado generosa como para rechazarla, tanto que Eddie Moohan y Karl Wilcox decidieron regresar. Tras una nueva gira por Inglaterra, llegó la primera gira americana y, por fin, el ansiado éxito masivo en Estados Unidos.
Los fanes lograron oír grandes temas nuevos, tales como "Shine On" y "Forever 16". Y después de otra gira por Inglaterra en septiembre del 2002, fueron invitados al festival de Derby Bloodstock. A finales del 2002 y a principios del 2003, Diamond Head se encerró en el estudio para grabar su nuevo álbum junto con Andrew Scarth. Y cuando el álbum ya estaba a punto de ser finalizado, volvieron los problemas para al banda: Sean Harris decidió abandonar para iniciar una carrera como solista. Aun así, el resto de los integrantes no se rindió y participó en el festival de Wacken en 2003, con el excantante de Tygers of Pan Tang's, Jess Cox.
En 2004 Diamond Head, con la incorporación del vocalista Nick Tart, publicó su último álbum de estudio, All Will Be Revealed, que reúne un material muy diferente al anterior. En febrero del 2005, el grupo inició una gira por Europa con Megadeth, que resultó ser un gran éxito. En el 2006 lanzaron el álbum en directo It's Electric.
Finalmente publicaron su sexto álbum, What's In Your Head?, en 2007.

### Influencias
Diamond Head han citado como sus fuentes de inspiración a clásicos grupos de rock y heavy metal británicos como Free, Deep Purple, Led Zeppelin, UFO, Black Sabbath o Judas Priest. Brian Tatler afirma que algunos de los primeros discos que compró fueron Led Zeppelin II y Machine Head de Deep Purple; también asegura que, aunque la mayor parte de su trabajo con la guitarra fue inspirado por Ritchie Blackmore, fue el punk rock lo que le demostró que cualquiera puede formar una banda. Colin Kimberley comentó que Diamond Head tiene su sonido complejo heredado de bandas como Black Sabbath y Rush; las cuales le hicieron darse cuenta de que una canción con un solo riff a lo largo de toda ella no era lo suficientemente interesante.
En una reciente entrevista, Tatler comentó que ahora no trata de ser influenciado por bandas modernas, sino que busca mantener su sonido, aunque se imagina que "pequeños trozos se meten en el proceso de escritura."

## Miembros
- Brian Tatler: guitarra líder
- Eddie "Chaos" Moohan: bajo.
- Karl Wilcox: batería.
- Adrian Mills: guitarra rítmica.

### Miembros anteriores de la banda
- Nick Tart: vocalista.
- Sean Harris: vocalista, guitarra rítmica.
- Floyd Brennan: guitarra.
- Josh Phillips-Gorse: teclado.
- Colin Kimberley: bajo.
- Pete Wilcox: bajo.
- David Williamson: bajo.
- Duncan Scott: batería.
- Pete Vuckovic: bajo.
- Robbie France: batería.

## Discografía

### Álbumes
- Lightning to the Nations (1980)
- Borrowed Time (1982)
- Canterbury (1983)
- Death and Progress (1993)
- All Will Be Revealed (2005)
- What's In Your Head (2007)
- Diamond Head (2016)
- The Coffin Train (2019)
- Lightning to the Nations 2020 (2020)

### Álbumes en vivo
- The Friday Rock Show Sessions / Live at Reading (1992)
- Evil Live (1994)
- Live - In the Heat of the Night (2000)
- It's Electric (2006)

### EP
- Diamond Lights EP (1981)
- Four Cuts EP (1982)
- Acoustic: First Cuts EP (2002)

### Compilaciones
- Am I Evil? (1987)
- Behold the Beginning (1991)
- Singles (1992)
- To Heaven From Hell (1997)
- Lightning to the Nations (1997)
- The Best Of (1999)
- Live - In The Heat Of The Night (2000)
- The Diamond Head Anthology: Am I Evil? (2004)

### DVD
- To the Devil His Due (21 de noviembre de 2006)

### Versiones
La banda Megadeth versionó en unos de sus conciertos It's Electric junto a Sean Harris. Este concierto fue incluido en el boxset Warchest.
Asimismo, la mencionada banda de thrash metal Metallica se encargó de llevar a cabo varias versiones, entre las que están:
- Am I Evil? (Kill 'Em All (versión de 1984) y Garage Inc.)
- Helpless (Garage Days Re-Revisited y Garage Inc.)
- It's Electric (Garage Inc.)
- The Prince (Lados B de sencillos y Garage Inc.)